# Семилуки
Семилуки (на руски: Семилуки) е град в Русия, административен център на Семилукски район, Воронежка област. Населението на града към 1 януари 2018 е 26 732 души.